# Michael Somare
Michael Thomas Somare, né le 9 avril 1936 à Rabaul et mort le 26 février 2021 à Port Moresby,, est un homme politique papouan-néo-guinéen membre du Parti de l'alliance nationale (National Alliance Party). Il est Premier ministre à trois reprises, de 1975 à 1980, de 1982 à 1985 et de 2002 à 2011.
Ministre en chef du pays à la fin de la période coloniale sous souveraineté australienne, il est considéré comme le « Père de la Nation » pour avoir mené la Papouasie-Nouvelle-Guinée pacifiquement à l'indépendance.

## Débuts: avant l'indépendance
Né à Rabaul en 1936, il fréquente une école primaire dirigée par les forces d'occupation japonaises pendant la Seconde Guerre mondiale. Il y apprend à lire, écrire et compter en japonais. Il est catholique. 
En 1957, il obtient un diplôme d'enseignant et commence à enseigner au primaire et au collège.
Dans les années 1960, il travaille dans la radiodiffusion, avant d'entrer en politique. En 1967, il est l'un des fondateurs du Pangu Pati (parti politique), avec le syndicaliste Albert Maori Kiki et avec Barry Holloway. En 1968, il est élu au Parlement (House of Assembly), et devient le chef de l'opposition. En 1972, il forme un gouvernement de coalition, qui inclut le Parti pour le progrès populaire de Julius Chan. En 1973, la Papouasie-Nouvelle-Guinée (alors sous souveraineté australienne), accède à l'autonomie, et Somare devient ministre en chef. Il est l'un des architectes de la transition vers l'indépendance (acquise en 1975), et de la Constitution, du nouvel État.

## Carrière depuis l'indépendance

### Premier ministre
Somare est Premier ministre de 1975 à 1980, puis de 1982 à 1985, puis à nouveau de 2002 à avril 2011, et depuis décembre 2011. Il remporte les élections législatives de 2007. De 1988 à 1992, il est ministre des Affaires étrangères au sein du gouvernement de Rabbie Namaliu ; ce dernier devient d'ailleurs par la suite ministre des affaires étrangères du gouvernement Somare. Somare est également ministre des Affaires étrangères en 1999 et de 2006 à 2011, il ces fonctions conjointement à celles de Premier ministre.
Sur la scène internationale, Somare participe à des négociations multilatérales visant à combattre la déforestation et le changement climatique. Il a, en outre, appelé les pays industrialisés à assumer leurs responsabilités en ce domaine,.
Somare a exprimé un profond intérêt pour la culture de son pays. Il insiste sur la tradition mélanésienne de la  conciliation, et n'hésita pas à accorder des postes importants à ses adversaires politiques. Au Parlement, il se distingua dès ses débuts en portant des habits mélanésiens traditionnels plutôt que des habits européens comme ses collègues.
Réélu à la suite des élections législatives de 2007, il annonce en mars 2008 qu'il va bientôt quitter ses fonctions et mettre fin à sa carrière politique. Il explique qu'il a simplement « besoin de changement », après quarante ans en politique.

### Perte du pouvoir et crise constitutionnelle en 2011
En décembre 2010, en mauvaise santé, il cesse temporairement d'exercer ses fonctions pour faire face à l'instruction d'un tribunal, étant accusé de ne pas avoir pleinement déclaré ses revenus dans les années 1990. Bien qu'il demeure officiellement Premier ministre, il nomme Sam Abal pour exercer ses fonctions par l'intérim. 
En avril 2011, alors qu'Abal continue à diriger le pays, Somare est hospitalisé à Singapour, où il est opéré du cœur puis demeure en soins intensifs pendant plusieurs semaines. En juin, alors qu'il demeure hospitalisé, il aurait annoncé qu'il quitterait ses fonctions avant la fin de l'année, afin que son successeur à la tête du Parti de l'Alliance nationale puisse être choisi et mener le parti aux élections législatives de 2012.
Le 28 juin 2011, la famille de Michael Somare annonce sa démission du poste de Premier ministre pour raisons de santé. La décision n'a pas été prise par Somare lui-même, qui demeure en soins intensifs et n'est pas en état de communiquer ses intentions de manière cohérente ; c'est son épouse et leurs cinq enfants qui déclarent qu'ils ne souhaitent pas que Michael reprenne le travail lorsqu'il quitterait l'hôpital,.
Le 12 décembre 2011, la Cour suprême annule la déclaration parlementaire du 2 août de vacance du poste de Premier ministre ainsi que l'élection suivante de Peter O'Neill, les considérant comme illégales, et ordonne la restauration immédiate de Michael Somare dans ses fonctions de Premier ministre. O'Neill rejette le jugement, s'appuyant sur une majorité parlementaire, mais le gouverneur général, Michael Ogio, nomme Somare au poste de Premier ministre.
Le 19 décembre, lorsqu'il apparaît clair que Somare n'a que peu de soutiens, Ogio déclare que les conseils de la Cour suprême avaient été erronés. Restauré à son poste de gouverneur général après une suspension de quelques jours, il reconnaît à nouveau Peter O'Neill. O'Neill semble également soutenu par les hauts fonctionnaires, ainsi que par la police et les forces armées. Somare maintient néanmoins qu'il est le premier ministre légitime,,.
Le 20 mai 2012, un mois avant la tenue d'élections législatives, la Cour suprême ordonne à nouveau, sans succès, que Michael Somare soit restauré dans ses fonctions de Premier ministre, au motif que sa destitution s'était faite de manière non-constitutionnelle.  Peter O'Neill refuse de ce plier à ce jugement, déclarant que les juges ont agi au mépris de la séparation des pouvoirs, et citant une lettre d'un des juges à un autre décrivant son gouvernement comme illégitime. Selon O'Neill, les juges étaient donc biaisés. Lorsque Michael Somare tente de se rendre auprès du Gouverneur-général pour être formellement reconnu comme premier ministre, la police lui barre la route. Le Gouverneur-général, Michael Ogio, fait savoir qu'il ne procédera à aucune investiture de Premier ministre avant les élections.
Les élections législatives de juin et juillet 2012 sont remportées par les partisans de Peter O'Neill. Les députés le confirment au poste de Premier ministre. Dans un retournement de situation, Somare lui apporte son soutien et rejoint sa majorité parlementaire, sans toutefois intégrer son gouvernement.

### Fin de carrière
Michael Somare ne se représente pas pour son siège de député et de gouverneur du Sepik oriental lors des élections législatives de juin 2017. Il met ainsi un terme à sa longue carrière de quarante-neuf ans au corps législatif national : Il avait obtenu son premier mandat législatif en 1968, durant la période coloniale. Il meurt d'un cancer du pancreas en février 2021, à l'âge de 84 ans.

## Relations avec l'Australie auXXIesiècle
La Papouasie-Nouvelle-Guinée, en tant qu'ancienne colonie australienne, maintient des relations diplomatiques étroites avec son voisin du sud - beaucoup plus qu'avec son voisin de l'ouest, l'Indonésie. Néanmoins, des tensions sont apparues entre les deux pays dans les années 2000.
En 2005, en visite en Australie, Michael Somare est prié de retirer ses chaussures à la douane et de se soumettre à un contrôle de sécurité. Cette « affaire des chaussures » est vécue par le Premier ministre comme une humiliation, et refroidit les relations diplomatiques entre Port Moresby et Canberra. Une manifestation dans la capitale papoue rassemble plusieurs centaines de personnes indignées qui se dirigent vers le haut-commissariat australien pour réclamer (en vain) des excuses.
En 2006, les relations entre les deux pays empirent à la suite de « l'affaire Moti ». Le 29 septembre, la police papoue arrête Julian Moti, un avocat d'origine fidjienne proche du premier ministre salomonais Manasseh Sogavare. L'arrestation se fait à la suite d'une demande d'extradition formulée par l'Australie. Moti est accusé de viol sur mineure au Vanuatu en 1997, mais insiste qu'il a déjà été innocenté par un tribunal ni-Vanuatu en 1999. Moti n'est pas immédiatement incarcéré, et se réfugie au haut-commissionat salomonais à Port Moresby. Le 10 octobre, il s'envole vers les Îles Salomon à bord d'un avion militaire papou, ce qui provoque une réaction furieuse de la part de l'Australie. Le gouvernement australien annule une visite programmée de Somare en Australie, et déclare que les principaux ministres papous, dont Somare, sont dorénavant interdits d'accès au territoire australien. Somare nie avoir autorisé l'utilisation d'un appareil militaire pour permettre à Moti de quitter la Papouasie-Nouvelle-Guinée. Pourtant, un rapport commandé par un juge papou affirme que Somare et Sogavare auraient orchestré ensemble la fuite de Moti. S'ensuit un bras de fer entre Somare et la justice papoue.
En 2007, des rumeurs suggèrent que Somare va être renversé par un coup d'État mené par « certains militaires [...] mécontents du rôle du Premier ministre dans l'affaire Julian Moti », mais finalement il n'en est rien.
En septembre 2007, l'Australie est l'hôte d'une réunion des dirigeants des pays membres de l'APEC, dont la Papouasie-Nouvelle-Guinée : Somare peut donc se rendre en Australie pour la première fois depuis le début de « l'affaire Moti ». Le gouvernement australien suggère que des relations diplomatiques pourraient reprendre entre les deux gouvernements, mais le premier ministre australien John Howard ne s'entretient pas avec Somare.
En décembre 2007, le nouveau Premier ministre australien Kevin Rudd rencontre Michael Somare à Bali. Les relations papou-australiennes « ont traversé une période très difficile récemment », remarque Rudd, qui souhaite tourner la page et normaliser ces relations.

## Distinctions
- Chevalier grand-croix de l'ordre de Saint-Michel et Saint-Georges (GCMG - 1990)[33]
- Membre de l'Ordre des compagnons d'honneur (CH - 1978)[34]